# Zischkaia amalda
Zischkaia amalda är en fjärilsart som beskrevs av Gustav Weymer 1911. Zischkaia amalda ingår i släktet Zischkaia och familjen praktfjärilar. Inga underarter finns listade i Catalogue of Life.